# Кревне
Кревне (фр. Creveney) насеље је и општина у источној Француској у региону Франш-Конте, у департману Горња Саона која припада префектури Лир.
По подацима из 2011. године у општини је живело 53 становника, а густина насељености је износила 21,72 становника/km². Општина се простире на површини од 2,44 km². Налази се на средњој надморској висини од 280 метара (максималној 331 m, а минималној 249 m).

## Демографија
| 1962. | 1968. | 1975. | 1982. | 1990. | 1999. | 2011. |
| ----- | ----- | ----- | ----- | ----- | ----- | ----- |
| 84    | 90    | 57    | 70    | 66    | 57    | 53    |

График промене броја становника у току последњих година